# حادثة تصادم القطارين سمنان ودامغان
في يوم 25 نوفمبر 2016 قتل ما لا يقل عن 40 شخصاً، وأصيب 100 آخرون في حادث تصادم قطاري ركاب في محطة قطار تقع على بعد 250 كيلومتراً شرق العاصمة طهران، وحسب بيان التلفاز الحكومي أمر الرئيس الإيراني حسن روحاني بتسريع جهود الإنقاذ والتحقيق في سبب التصادم المروع في إقليم سيمنان شمال البلاد.